# Inia araguaiaensis
Inia araguaiaensis je vrsta rečnega delfina, razširjena v porečju reke Aragvaja in verjetno tudi reke Tokantins v Južni Ameriki. Gre za vrsto iz skupine treh ozko sorodnih vrst rečnih delfinov rodu Inia, ki živijo v ogromnem in slabo raziskanem sistemu vodovij severa celine. Formalno je bila opisana šele leta 2014, ko so raziskovalci z molekularnimi metodami dokazali, da se loči od orinoške pliskavke (I. geoffrensis) iz porečja Amazonke. Pred tem so ju obravnavali kot isto vrsto.

## Telesne značilnosti
Po telesni zgradbi je zelo podobna orinoški pliskavki; meritve so bile do zdaj opravljene le na nekaj primerkih, zato morfološke razlike še niso jasne. Orinoška pliskavka je največji med rečnimi delfini, doseže 2 m v dolžino in težo od skoraj 100 (samice) do 160 kg (samci). Med značilnostmi so dolg, koničast gobec z zobmi dveh vrst, veliko, obokano čelo in koščen greben na hrbtu namesto izražene hrbtne plavuti. Vrsta I. araguaiaensis naj bi bila nekoliko manjša, s širšo lobanjo in manjšim številom zob. Podobno kot sorodniki ima zaradi življenja v kalnih vodotokih slabše razvite oči in pigmentacijo telesa.

## Taksonomija
Po molekularnih znakih se I. araguaiaensis jasno loči od orinoške pliskavke in tudi od tretje sorodne vrste, I. boliviensis iz bolivijskega dela porečja Amazonke. Razlike so v več standardnih genetskih markerjih, kot so mikrosateliti in gen za citokrom b v mitohondrijski DNK, kjer so razlike znotraj populacije iz reke Aragvaja značilno manjše od razlik med populacijami.
S kombinacijo molekularnih in morfoloških znakov treh danes živečih vrst ter fosilnih najdb so raziskovalci ocenili, da se je vrsta I. araguaiaensis ločila od orinoške pliskavke v zgodnjem pleistocenu pred približno dvema milijonoma let, kar sovpada z geološkimi dogodki, ki so povzročili ločitev porečja Aragvaje in Tokantinsa od porečja Amazonke. Zaradi geografske ločitve ne prihaja do križanja. Podobna situacija je v primeru vrste I. boliviensis, katere območje razširjenosti ločujejo neprehodne brzice.

## Razširjenost in ogroženost
Do zdaj znano območje razširjenosti je omejeno na porečje reke Aragvaja v centralni Braziliji, domnevajo pa, da je vrsta razširjena še v Tokantinsu, v katerega se Aragvaja izliva. Po gostoti osebkov, ki so jih opazili med odpravo, ocenjujejo, da živi v Aragvaji okrog 1000 osebkov. Morebiten areal v Tokantinsu je zelo fragmentiran zaradi jezov hidroelektrarn, intenzifikacija kmetijstva in ribolova pa jih ogroža tudi v Aragvaji. Varstveni status vrste I. araguaiaensis po kriterijih Svetovne zveze za varstvo narave še ni bil opredeljen, utegnila pa bi soditi med ranljive vrste.